# کالینین (آدیغیه)
کالینین (به لاتین: Kalinin) یک منطقهٔ مسکونی در روسیه است که در آدیغیه واقع شده‌است.